# The Kirishima Thing
The Kirishima Thing (桐島、部活やめるってよ?, Kirishima, bukatsu yamerutte yo, "Ho sentito che Kirishima lascia il club extrascolastico") è un film del 2012 diretto da Daihachi Yoshida.
La pellicola, con protagonista Ryūnosuke Kamiki, adattamento dell'omonimo romanzo scritto da Ryō Asai, ha ricevuto diversi riconoscimenti, tra cui l'Award of the Japanese Academy al miglior film.

## Trama
Giovedì: lo studente liceale Ryōya Maeda, presidente del club di cinematografia della sua scuola, riceve i complimenti dal professor Katayama per il suo film amatoriale, il quale ha ricevuto una menzione d'onore in un concorso. Nel frattempo, il capitano della squadra di pallavolo, lo studente modello Kirishima, non è a scuola, così il resto della squadra si allena duramente per sopperire alla sua assenza in vista della partita del giorno seguente.
Dopo le lezioni, Mika Miyabe e Kasumi Higashihara si allenano al badminton, mentre la loro amica Risa aspetta in cortile Kirishima, il suo fidanzato, non sapendo che egli non si trova a scuola. La presidentessa della banda musicale della scuola, Aya Sawashima, innamorata segretamente del suo compagno di classe Hiroki Kikuchi, fa pratica con il suo sassofono sul tetto dell'edificio scolastico, da cui osserva Hiroki e i suoi amici Ryūta e Tomohiro giocare a pallacanestro.
Ryōya, che vorrebbe girare le scene di un film horror pur senza il permesso del professore sul tetto della scuola, cerca di convincere Aya ad andarsene. Sulla via di casa, dopo aver aspettato inutilmente Kirishima fino a sera, Risa incontra Hiroki, il migliore amico di Kirishima: entrambi sono arrabbiati per il fatto che quest'ultimo non si sia fatto vedere e sentire per tutta la giornata.
Sabato: la squadra di pallavolo della scuola perde la partita. Domenica: Ryōya incontra Kasumi al cinema, dove entrambi erano andati a vedere il film Tetsuo. I due conversano per qualche minuto e Maeda si convince che Kasumi sia interessata a lui. Lunedì: a causa della prolungata assenza di Kirishima, la tensione nel club di pallavolo è alta. Nel frattempo un senpai chiede a Hiroki di tornare a far parte della squadra di baseball, ma lui rifiuta. Martedì: Maeda scopre che in realtà Kasumi frequenta Ryūta. Sana, un'amica di Risa, Kasumi e Mika, riesce finalmente a convincere Hiroki a concederle un appuntamento dopo le lezioni e, assicuratasi che Aya li stia guardando, lo bacia appassionatamente.
All'improvviso si diffonde la notizia che Kirishima sia stato avvistato a scuola, sul tetto dell'edificio. Una volta che tutti si sono precipitati sul posto, essi vi trovano Ryōya e gli altri membri del club di cinematografia intenti a girare il film e, presi dalla rabbia, se la prendono con loro. Durante la rissa, Maeda immagina in una sorta di visione allucinogena che i presenti siano gli attori del suo film sugli zombie.

## Produzione

### Riprese
Le riprese di The Kirishima Thing si sono svolte nella città di Kōchi, capoluogo dell'omonima prefettura.
La maggior parte delle scene è ambientata all'interno dell'istituto scolastico dove si svolge la vicenda, che viene raffigurato come una serie di spazi separati ma interconnessi, con i ragazzi facenti parte del gruppo a capo della gerarchia rappresentati come se avessero sempre sotto controllo lo spazio loro intorno, mentre i membri del club di cinematografia sono spesso rinchiusi in spazi chiusi e angusti.
La fotografia di Ryūto Kondō rispecchia efficacemente ciò che succede all'interno della mente dei protagonisti man mano che la storia prosegue, passando da essere tagliente e colorata quando Kirishima è ancora un fattore guida nella loro vita, a essere più scura intorno ai bordi, una volta che egli scompare.

## Accoglienza

### Critica
Il film è stato accolto benevolmente dalla critica, con Derek Elley di Film Business Asia che lo ha definito una «perla non convenzionale».
Uno dei punti di forza attribuiti alla pellicola è il cast, composto quasi esclusivamente da giovani attori che, nonostante interpretino dei personaggi che ricalcano alcuni cliché dei film drammatici adolescenziali, vengono diretti in modo disinvolto dal regista Daihachi Yoshida.
In particolare i personaggi più apprezzati sono stati quelli di Ryōya Maeda, Kasumi Higashihara, Hiroki Kikuchi e Risa.
Il personaggio di Kirishima è stato paragonato al signor Godot dell'opera Aspettando Godot e a Rebecca del romanzo Rebecca, la prima moglie poiché, come questi ultimi, egli non compare mai durante il film, benché venga spesso menzionato dagli altri personaggi. Secondo Ronnie Scheib di Variety le dinamiche che intercorrono nelle storie dei vari protagonisti ricordano quelle del film Ragazze a Beverly Hills, anche se gli intricati intrecci tra i numerosi personaggi possono inizialmente confondere uno spettatore non giapponese.
Per Mark Schilling del Japan Times, The Kirishima Thing è una pellicola «più seria» rispetto ai precedenti lavori del regista Yoshida, mentre secondo Elizabeth Kerr di The Hollywood Reporter il film è più adatto ai giovani spettatori asiatici piuttosto che ai loro coetanei europei o nordamericani, in quanto l'angoscia adolescenziale a base della pellicola è un fattore comune che si manifesta in diverse situazioni in Giappone.

### Temi trattati e analisi
Il film affronta il tema delle rigide norme gerarchiche presenti all'interno della società giapponese, in questo caso applicate all'ambiente delle scuole superiori, raccontando l'esperienza di vivere in un ambiente sociale strettamente controllato, dove i bukatsu (部活? "club extrascolastico") rivestono un ruolo fondamentale. La trama ruota intorno all'improvvisa, inspiegabile decisione della stella della squadra di pallavolo, Kirishima, di abbandonare il club. Questa scelta può essere vista come un atto di ribellione nei confronti del conformismo della società in cui vivono i protagonisti o come la volontà di liberarsi dalla prigionia e dal compiacimento all'interno di una struttura sociale che categorizza gli individui sulla base di gusti, interessi e popolarità dei club extrascolastici. Poiché Kirishima non compare per tutta la durata del film, tutte le conseguenze psicologiche della sua scomparsa si riversano su chi, chi più chi meno, ha qualcosa in comune con lui. Coloro che stavano a capo della gerarchia della scuola come gli atleti e le loro fidanzate, oltre agli amici di Kirishima, vedono crollare le loro sicurezze: i suoi compagni di squadra si sentono traditi, abbandonati alla vigilia di una partita di campionato, mentre Hiroki, il miglior amico di Kirishima, è più irritato per essere stato lasciato fuori dal giro. Risa invece prende la scomparsa del suo fidanzato come un affronto personale. D'altra parte, il nerd Ryōya Maeda ottiene finalmente la possibilità di essere ascoltato senza che Kirishima sia intorno, Kasumi Higashihara riesce a esprimere la sua vera personalità, mentre Aya Sawashima cerca di superare la sua timidezza.
Proprio i personaggi di Ryōya e Hiroki rappresentano sostanzialmente i due gruppi sociali opposti. Hiroki, popolare tra le sue compagne di scuola ma non facente parte di nessun club extrascolastico e senza nessun obiettivo nella vita; e Maeda, aspirante regista che vede nel suo film sugli zombie uno sbocco in cui esplorare la sua rabbia repressa per essere stato etichettato come un emarginato a scuola, trovando uno spazio in cui può finalmente essere se stesso. Verso la fine del film i due hanno occasione di confrontarsi, e soprattutto Hiroki sembra beneficiarne, dato che inizia a pensare seriamente a cosa fare della sua vita. Il titolo originale della pellicola, Kirishima, bukatsu yamerutte yo (桐島、部活やめるってよ?), significa letteralmente "Kirishima ha detto che dovremmo lasciare il club extrascolastico" che, in senso più ampio, può essere interpretato come un invito a iniziare a vivere la propria vita.

## Riconoscimenti
The Kirishima Thing ha vinto o è stato candidato ai seguenti riconoscimenti:
- 2012 - Hōchi Film Award[11]
  - Miglior regista a Daihachi Yoshida
- 2012 - Yokohama Film Festival[12]
  - Miglior film
  - Miglior regista a Daihachi Yoshida
  - Miglior montaggio a Mototaka Kusakabe
  - Migliore attrice emergente a Ai Hashimoto
- 2012 - Tama Film Awards[13]
  - Miglior film
  - Migliore attore emergente a Masahiro Higashide
  - Migliore attrice emergente a Ai Hashimoto
- 2012 - Mainichi Film Award[14]
  - Excellence Award
  - Miglior regista a Daihachi Yoshida
  - Migliore attore emergente a Masahiro Higashide

- 2013 - Asian Film Awards[15]
  - Miglior montaggio a Mototaka Kusakabe
  - Candidatura per il Migliore attore emergente a Masahiro Higashide
  - Candidatura per la Migliore sceneggiatura a Kōhei Kiyasu e Daihachi Yoshida
- 2013 - Japan Academy Awards[16]
  - Miglior film
  - Miglior regista a Daihachi Yoshida
  - Miglior montaggio a Mototaka Kusakabe
  - Migliore esordiente a Masahiro Higashide e Ai Hashimoto
  - Candidatura per la Migliore sceneggiatura a Kōhei Kiyasu e Daihachi Yoshida